# Kabinett Weil III
Das Kabinett Weil III war vom 8. November 2022 bis zum 20. Mai 2025 die 29. Niedersächsische Landesregierung unter der Leitung von Ministerpräsident Stephan Weil (SPD). Bei der Landtagswahl 2022 trat die SPD nach fünf Jahren Großer Koalition mit einer Priorität für eine rot-grüne Koalition, bestehend aus der SPD und Bündnis 90/Die Grünen, an. Diese Kombination erreichte bei der Wahl eine Mehrheit, wonach die beiden Parteien Koalitionsverhandlungen aufnahmen. Am 1. November 2022 vermeldeten Stephan Weil und Julia Hamburg, dass die Koalitionsverhandlungen abgeschlossen sind. Am 8. November 2022 wurde Weil mit 82 von 145 Stimmen vom Landtag erneut zum Ministerpräsidenten gewählt.
Am 1. April 2025 kündigte Weil aus persönlichen Gründen sein Ausscheiden aus dem Amt des Ministerpräsidenten an. Am 20. Mai 2025 wurde Olaf Lies zu seinem Nachfolger gewählt.

## Landesregierung
| Amt oder Ressort                                            | Bild                                        | Amtsinhaber(in)                                                                   | Partei | Partei                | Staatssekretär(in)                 | Partei | Partei                |
| ----------------------------------------------------------- | ------------------------------------------- | --------------------------------------------------------------------------------- | ------ | --------------------- | ---------------------------------- | ------ | --------------------- |
| Ministerpräsident Staatskanzlei                             |                                             | Stephan Weil                                                                      |        | SPD                   | Jörg Mielke Chef der Staatskanzlei |        | SPD                   |
| Ministerpräsident Staatskanzlei                             | Anke Pörksen Sprecherin der Landesregierung | Stephan Weil                                                                      |        | SPD                   |                                    |        | SPD                   |
| Stellvertreterin des Ministerpräsidenten                    |                                             | Julia Hamburg                                                                     |        | Bündnis 90/Die Grünen |                                    |        |                       |
| Kultus                                                      | Marco Hartrich                              | Julia Hamburg                                                                     |        | Bündnis 90/Die Grünen | Bündnis 90/Die Grünen              |        |                       |
| Kultus                                                      | Andrea Hoops                                | Julia Hamburg                                                                     |        | Bündnis 90/Die Grünen | Bündnis 90/Die Grünen              |        |                       |
| Inneres und Sport                                           |                                             | Boris Pistorius (bis 18. Januar 2023)                                             |        | SPD                   | Stephan Manke                      |        | SPD                   |
| Inneres und Sport                                           |                                             | Daniela Behrens (ab 19. Januar 2023 kommissarisch, ab 25. Januar 2023 Ministerin) | SPD    |                       | Stephan Manke                      |        | SPD                   |
| Wirtschaft, Bauen, Verkehr und Digitalisierung              |                                             | Olaf Lies                                                                         |        | SPD                   | Frank Doods                        |        | SPD                   |
| Umwelt, Energie und Klimaschutz                             |                                             | Christian Meyer                                                                   |        | Bündnis 90/Die Grünen | Anka Dobslaw                       |        | Bündnis 90/Die Grünen |
| Finanzen                                                    | Gerald Heere, 2023                          | Gerald Heere                                                                      |        | Bündnis 90/Die Grünen | Sabine Tegtmeyer-Dette             |        | Bündnis 90/Die Grünen |
| Justiz                                                      |                                             | Kathrin Wahlmann                                                                  |        | SPD                   | Thomas Smollich                    |        | SPD                   |
| Ernährung, Landwirtschaft und Verbraucherschutz             |                                             | Miriam Staudte                                                                    |        | Bündnis 90/Die Grünen | Michael Marahrens                  |        | Bündnis 90/Die Grünen |
| Wissenschaft und Kultur                                     |                                             | Falko Mohrs                                                                       |        | SPD                   | Joachim Schachtner                 |        | SPD                   |
| Soziales, Arbeit, Gesundheit und Gleichstellung             |                                             | Daniela Behrens (bis 25. Januar 2023)                                             |        | SPD                   | Christine Arbogast                 |        | SPD                   |
| Soziales, Arbeit, Gesundheit und Gleichstellung             |                                             | Andreas Philippi (ab 25. Januar 2023)                                             |        | SPD                   | Christine Arbogast                 |        | SPD                   |
| Bundes- und Europaangelegenheiten und Regionale Entwicklung |                                             | Wiebke Osigus                                                                     |        | SPD                   | Matthias Wunderling-Weilbier       |        | SPD                   |